# Kastell Salisberg
Kastell Salisberg ist ein ehemaliges römisches Kastell im Bereich der Wetteraulinie des Obergermanisch-Raetischen Limes. Es befindet sich nordöstlich des Ortskerns von Hanau-Kesselstadt im Main-Kinzig-Kreis in Hessen. Das Kastell scheint funktional das nahe gelegene Kastell Kesselstadt abgelöst zu haben. Es gehört zu einer früheren Limeslinie von Nidderau-Heldenbergen über Mittelbuchen zum Main bei Hanau, wie durch Neufunde zweier römischer Kastelle bei Hanau-Mittelbuchen nachgewiesen werden konnte.

## Lage

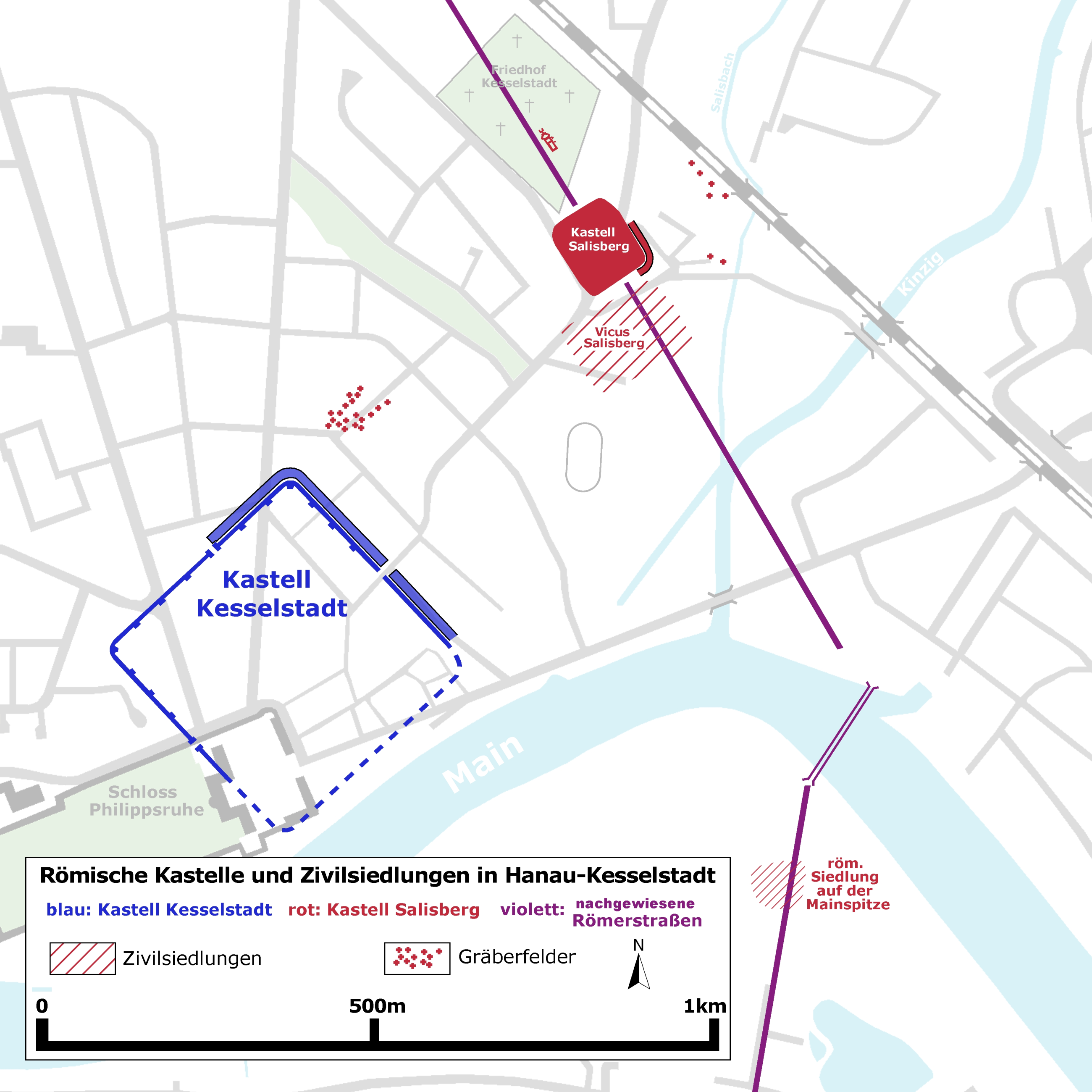
Römische Kastelle und Zivilsiedlungen in Hanau-Kesselstadt

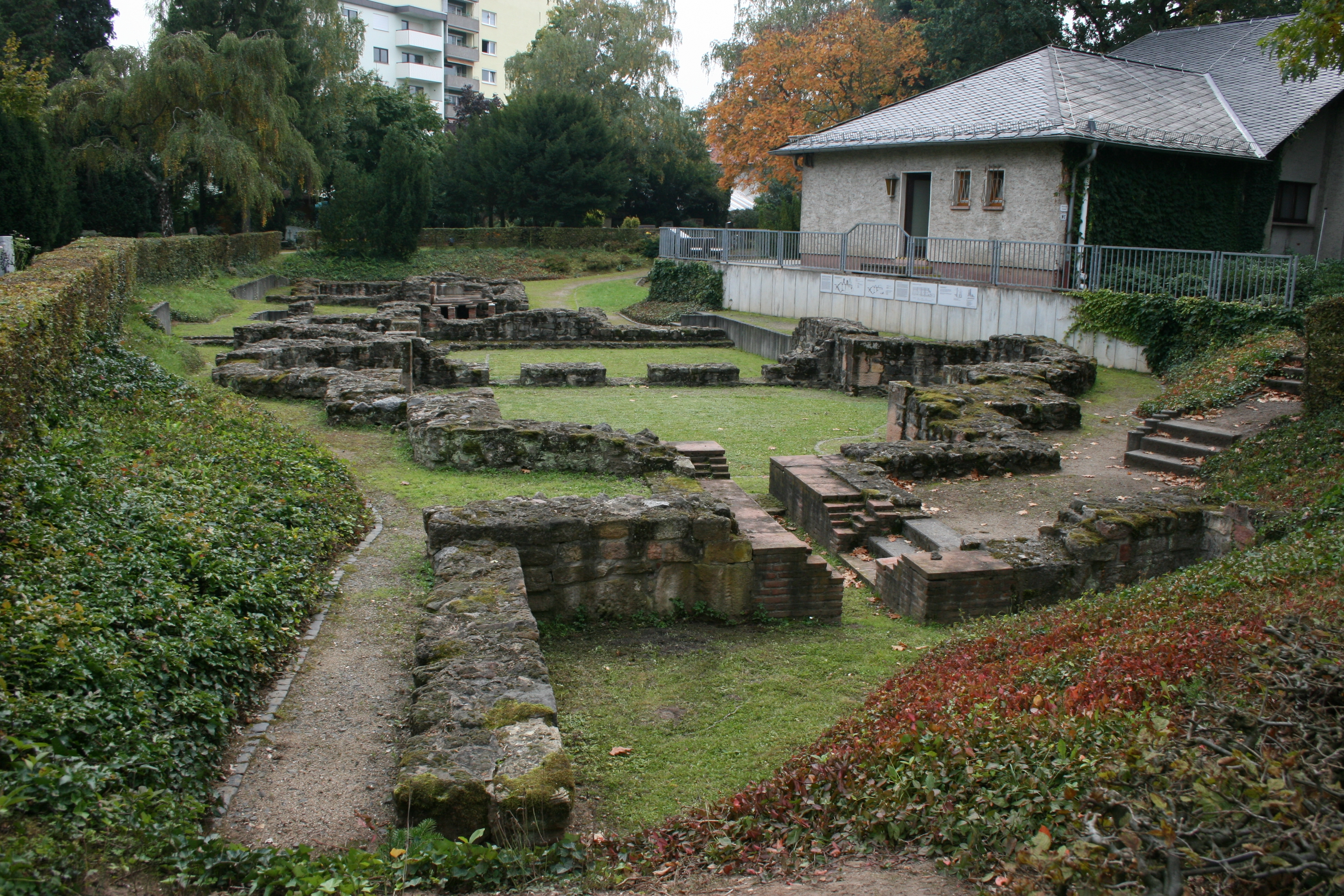
Freigelegtes römisches Kastellbad auf dem Kesselstädter Friedhof. Blick nach Süden

Pfähle der römischen Mainbrücke bei der Auffindung 1886 oder 1893

Das Kastell befand sich auf einer leichten Erhebung über den Gewässern des Salisbaches (Seitenarm des Krebsbaches, östlich), der Kinzig (südlich) und der westlich gelegenen Lache (auch Weihergraben), über denen sich der Salisberg zungenförmig von Norden her um ca. drei bis vier Meter erhebt. Die Fläche des Kastells wurde im 19. Jh. flächig von der Brauerei Kaiser bebaut, davon hat besonders die Anlage der tiefen Eiskeller des Betriebs wesentliche Teile der archäologischen Substanz zerstört. Die nördliche Kastellhälfte fiel erst in den 1970er Jahren einem Hochhaus am Salisweg zum Opfer. Heute befindet sich auf dem südlichen Teil eine Grünfläche. Der Salisweg verläuft quer durch das Kastellareal. Südwestlich im Bereich des Salisbaches befinden sich als letzter Rest der Brauerei noch die Kaiserteiche, die zum Schlagen des Eises im Winter angelegt wurden.
Eine aus NNW-Richtung kommende Römerstraße bildete eine Achse des Kastells. Aufgrund des nur wenig dokumentierten und erforschbaren Ausschnitts des archäologischen Befundes bleibt unklar welche. Sie überquerte südlich des Kastells den Main mit einer Brücke, von der Pfahlstümpfe 1886 und 1893 250 m oberhalb der Kinzigmündung in der Nähe des heutigen Hafenbeckens des Wasser- und Schiffahrtsamtes gefunden wurden. Pionierwerkzeug, militärische Ausrüstungsgegenstände und über 70 Münzen, als Opfer in den Fluss geworfen, wurden ebenfalls bei Baggerarbeiten entdeckt. Südlich des Mains verband die Straße die Siedlung mit Gebieten der Civitas Auderiensium und deren Hauptort Dieburg. Auf der Mainspitze entwickelte sich – wie südlich des Kastells auch – eine kleine Siedlung, die auch nach Abzug der Soldaten weiter bestand.

## Geschichte
Das wesentlich kleinere Kastell Salisberg scheint als Nachfolger des größeren Kesselstädter Kastells erbaut worden zu sein. Da vom Kastell Salisberg nur wenige Reste archäologisch untersucht werden konnten, kann zur Datierung nur der große Bestand an gestempelten Ziegeln aus dem Badegebäude (mehr als 250 Stück) sowie wenige Keramikfunde herangezogen werden. Sie enthielten unter anderem Ziegelstempel der 14., 21. und 22. Legion. Demnach ist ein älteres Bad vielleicht noch mit wiederverwerteten Stücken aus dem Kastell Kesselstadt errichtet worden, die von der 92 n. Chr. aus Mainz abgezogenen 14. Legion stammen. Die jüngsten und sehr zahlreichen Stücke, vorwiegend aus der Ziegelproduktion der 22. Legion, reichen nicht über die trajanische Zeit hinaus. Eine ähnliche Bauweise und Zusammensetzung der Ziegelfunde liegt vom nahe gelegenen Kastell Hainstadt südlich des Mains vor, das vermutlich in die gleiche Zeit wie Salisberg datiert.
Eine neuere Auswertung der Münzreihe stützt die anhand der Ziegelfunde vorgenommene frühe Anfangsdatierung weitgehend. Sie legt eine Okkupation des Raumes um 100 n. Chr. nahe.
Die im Kastell stationierte Einheit bleibt unbekannt. Sie ist aufgrund der Funde wohl um 110 n. Chr. abgezogen, das Kastell wurde danach aufgegeben. Seine Funktion wurde von den Kastellen der jüngeren Limeslinie bei Rückingen und Großkrotzenburg übernommen. Ein weiteres Kastell in der Hanauer Gemarkung ist das Kleinkastell Neuwirtshaus.

## Anlage
Von der Kastellanlage ist aufgrund der späteren Überbauung nur ein geringer Teil dokumentiert worden. Größere Ausgrabungen haben vor allem im Kastellbad und im südlich gelegenen Vicus stattgefunden.

### Kastell
Vom gesamten Kastell konnte nur ein 70 m langer Abschnitt mit Spitzgraben der Südostecke sowie einer 7,8 m breiten Torunterbrechung östlich des Brauereigeländes freigelegt werden. Von den Grabungen unter Heinrich Ricken 1931–1935 sind keine Pläne bekannt. Die heutigen Wegführungen folgen dort noch weitgehend diesem Verlauf.  Die Belegung durch eine Einheit in Kohortenstärke erscheint am wahrscheinlichsten.

### Kastellbad

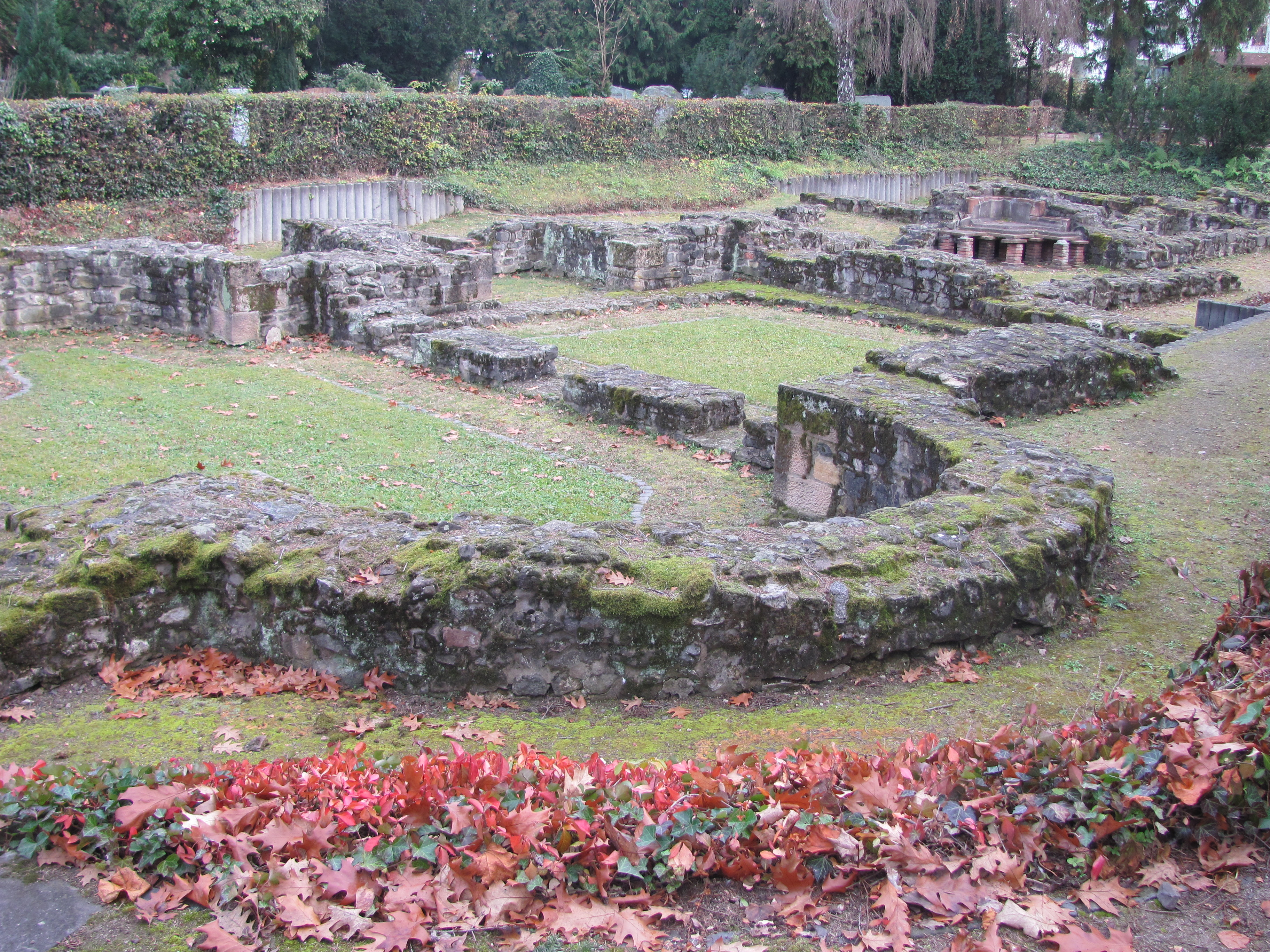
Kastellbad – Blick nach Südosten

Besser dokumentiert ist das Kastellbad, das vor und nach dem Ersten Weltkrieg von Georg Wolff ausgegraben wurde. Eine größere Freilegung und Konservierung fand 1989 statt; die Anlage liegt auf dem Kesselstädter Friedhof und kann dort besichtigt werden.
Zu unterscheiden sind ein älteres und ein jüngeres Bad, von dem älteren ist nur ein fünf mal sechs Meter großer hypokaustierter Raum freigelegt worden. Das jüngere Bad entspricht mit einer Länge von 43 Metern vielen Militärbädern am Limes. Aufgrund der Größe des jüngeren Bades ergeben sich Mutmaßungen über die Stationierung einer Kohorte oder eine Erweiterung des Kastells, doch ist dies nicht näher zu belegen. Fundstücke bemalter Bruchstücke von Wandverputz aus dem caldarium belegen, dass zumindest dieser zentrale Raum innen farbig gestaltet war.

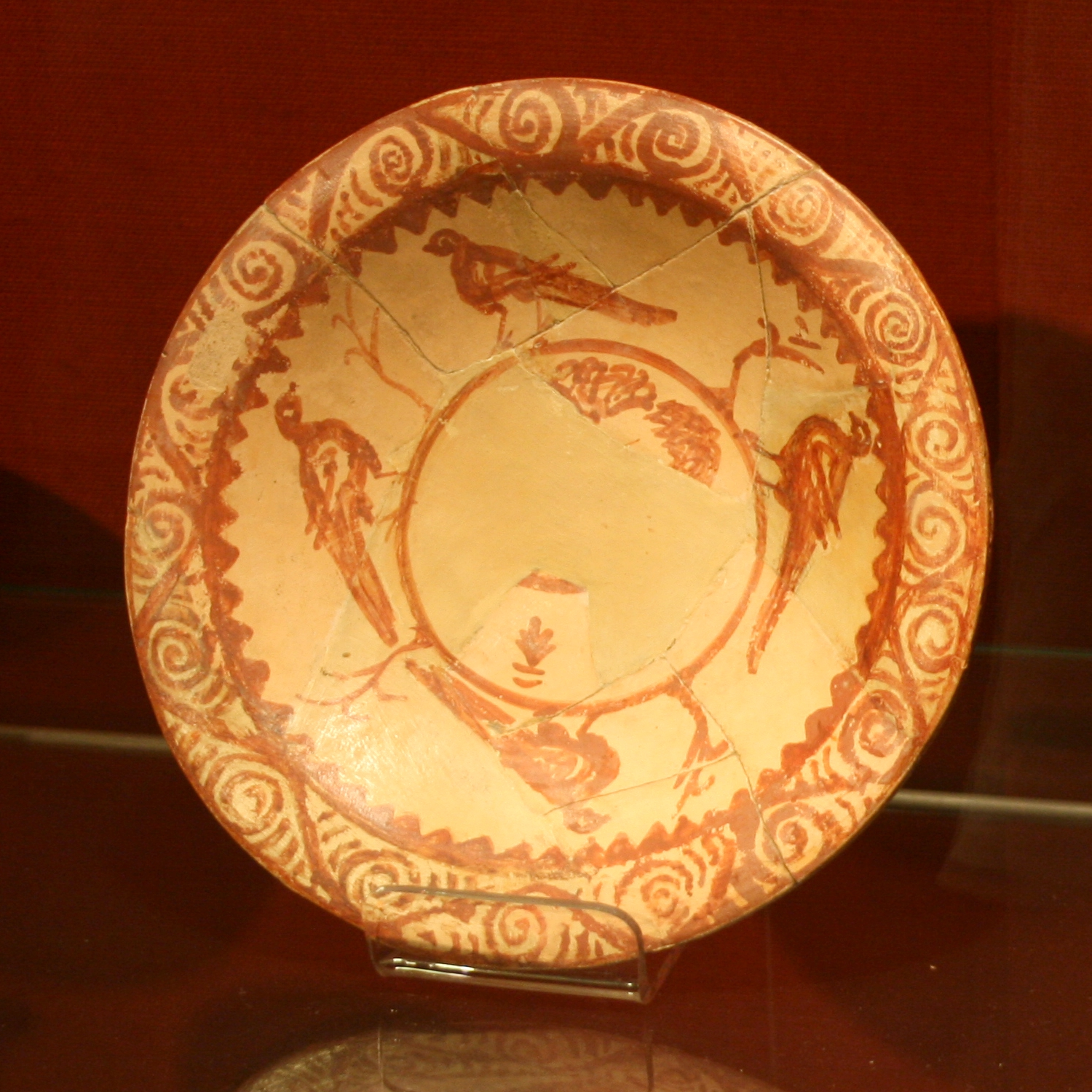
Bemalter Teller sogenannter Wetterauer Ware, 1./2. Jahrhundert n. Chr., Fundort: Hanau-Salisberg, Eigentum des Hanauer Geschichtsvereins 1844 e. V., ausgestellt im Museum Schloss Steinheim

### Vicus

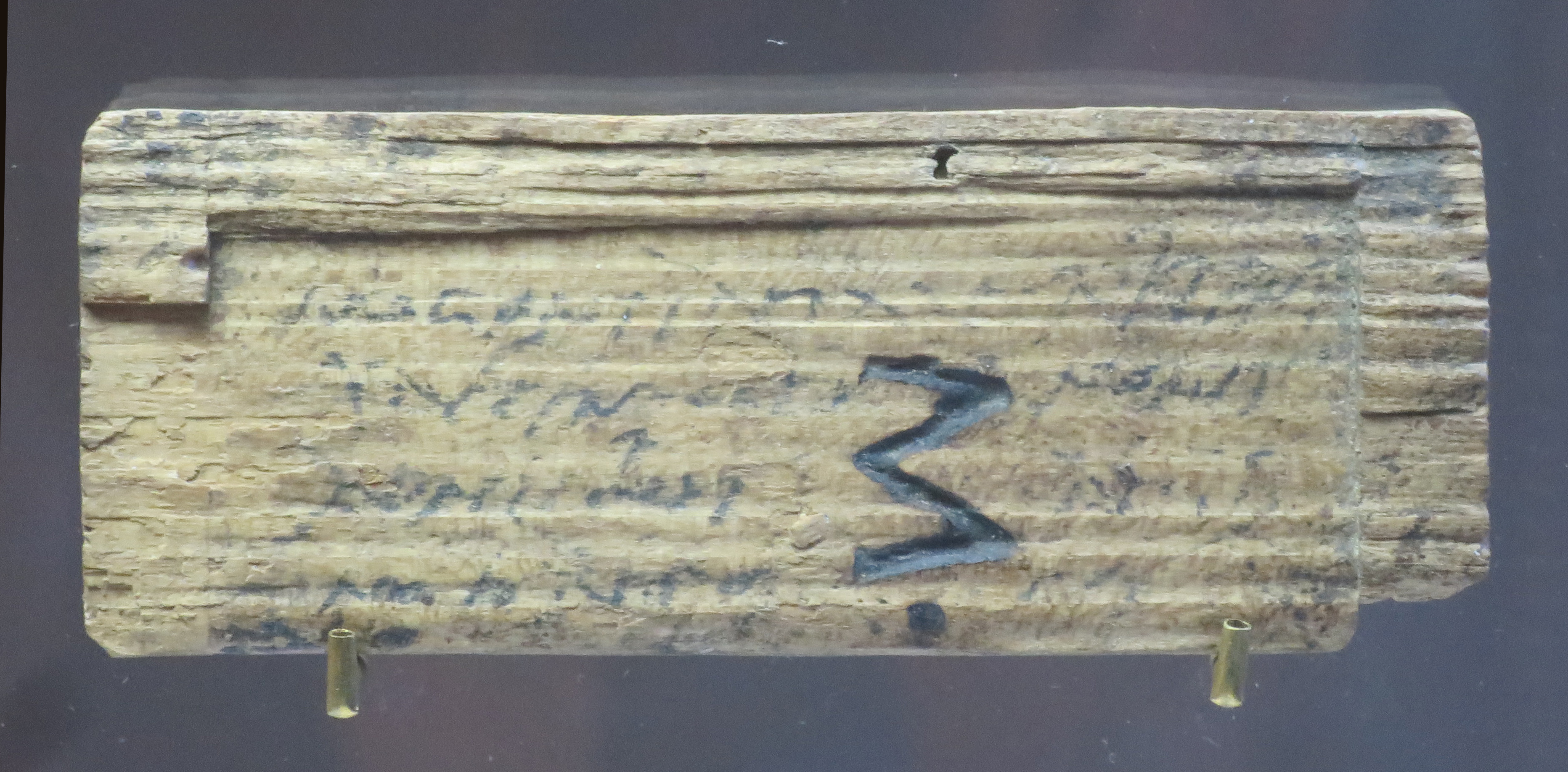
Quittung vom Salisberg

Südlich des Kastells, in einem Bereich, in dem auch vorgeschichtliche Funde gemacht wurden, bildete sich eine Zivilsiedlung, in der sich zugehörige Händler und Gewerbetreibende niederließen. Die Siedlung bestand auch nach dem Abzug der Truppe aufgrund der günstigen Verkehrslage fort. Sie wurde erst im 3. Jahrhundert n. Chr. in der Zeit des Limesfalls verlassen. Grabungen fanden bereits unter Georg Wolff und Heinrich Ricken in dem Bereich statt, weitere Untersuchungen des Hanauer Geschichtsvereins folgten unter Hugo Birkner nach dem Zweiten Weltkrieg, 1978/79 und 1986 durch Peter Jüngling. Unklar blieb trotz dieser Arbeiten die Deutung der Befunde als Villa rustica, Vicus oder Raststation. Weitere Grabungen aufgrund der Bebauung eines Grundstücks am Köppelweg führten zu einer der größten Grabungen des Hanauer Geschichtsvereins, ebenfalls unter der Leitung von Peter Jüngling, von 1992 bis 1997. Dabei freigelegte Streifenhäuser lassen die Deutung als Vicus wahrscheinlicher werden. An bedeutenden Funden sind ein 485 römische Silbermünzen (Denare) umfassender Münzschatz und die Quittung vom Salisberg, das in Deutschland älteste erhaltene, taggenau datierte Schriftstück, zu nennen.

### Denkmalschutz und Fundverbleib
Das Kastell Salisberg ist ein Bodendenkmal nach dem Hessischen Denkmalschutzgesetz. Nachforschungen und gezieltes Sammeln von Funden sind genehmigungspflichtig, Zufallsfunde sind an die Denkmalbehörden zu melden.
Die Funde aus den neueren Grabungen, darunter der Münzschatz, sind im Museum Schloss Steinheim in Hanau-Steinheim ausgestellt.